# This Is Chris Botti
This Is Chris Botti – wydany w 2011 roku album kompilacyjny, złożony z bardziej znanych utworów trębacza. Część wykonań odbyło się z udziałem międzynarodowych, znanych wokalistów.
W Polsce składanka osiągnęła status platynowej płyty.

## Lista utworów[4]
1. Italia (feat. Andrea Bocelli)
2. When I Fall In Love
3. I've Got You Under My Skin (feat. Katharine McPhee)
4. Someone To Watch Over Me
5. Estate
6. The Very Thought Of You (feat. Paula Cole)
7. No Ordinary Love
8. Emmanuel (feat. Lucia Micarelli)
9. Hallelujah
10. I've Grown Accustomed To Her Face (feat. Dean Martin)
11. Nessun Dorma
12. If I Ever Lose My Faith In You (feat. Sting)
13. Time To Say Goodbye